# Charmeleon
Charmeleon is de evolutie van Charmander, en heeft verbeterde eigenschappen ten opzichte van hem. Hij geeft messcherpe klauwen en een ijzersterke staart. Een nadeel van de evolutie is dat het langer duurt voordat hij zijn aanvallen leert.
Charmeleons naam komt van "Charcoal" (houtskool) en "Chameleon".
In R/B/Y moet je Charmander laten evolueren. In G/S/C en R/S/E moet je hem ruilen. In FR/LG moet je hem weer laten evolueren en in D/P kun je hem verkrijgen via het Pal Park.
In tegenstelling tot Charmander heeft deze Pokémon een veel agressiever karakter, en is constant op zoek naar gevechten. Ook hij heeft een vlam op zijn staart, die laat zien hoe krachtig hij is. Een zwak vlammetje betekent dat hij in zeer slechte gezondheid is. Hij kan dan het beste naar een Pokémon center gebracht worden.

## Ruilkaartenspel
Er bestaan tien standaard Charmeleon kaarten, waarvan twee enkel in Japan uitgebracht is. Ook bestaan er nog één Dark Charmeleon kaart en één Blaine's Charmeleon kaart. Al deze kaarten hebben het type Fire als element. Verder bestaat er nog één type Lightning Charmeleon δ-kaart. Deze heeft het type Dragon.

### Charmeleon (T Promo 11)
Charmeleon (Japans: リザード Lizardo) is een Fire-type Stadium 1-kaart. Het maakt deel uit van de  Promotional kaarten. Hij heeft een HP van 80 en kent de aanvallen Singe en Flame Tail. Deze kaart was enkel in Japan uitgebracht.